# Симфония № 3 (Дмитрий Шостакович)
„Симфония № 3“ („Първомайска“) в ми бемол мажор (опус 20) е симфония на руския композитор Дмитрий Шостакович.
Представена е пред публика на 21 януари 1930 година от оркестъра на Ленинградската филхармония под диригентството на Александър Гаук. Подобно на предшестващата я Симфония № 2 съдържа експериментални елементи и пропагандна хорална част, сега по стихове на Семьон Кирсанов. Симфонията няма голям успех, а по-късно самият автор я определя като неудачен резултат от ненужен стремеж към оригиналност.